# Atlantis III: The New World
Atlantis III: The New World (Beyond Atlantis II в США, Атлантида III в России, дословно: рус. Атлантида: Новый мир) — приключенческая компьютерная игра, разработанная и выпущенная компанией Cryo Interactive Entertainment в 2001 году. Игра является третьей в серии, а также последней, выпущенной перед банкротством разработчика. Первыми двумя частями были игры «Atlantis: The Lost Tales» и «Atlantis II». В дальнейшем права на франшизу перешли к поглотившей Cryo Interactive компании The Adventure Company (Dreamcatcher), которая выпустила продолжение серии: «Atlantis Evolution» и «The Secrets of Atlantis: The Sacred Legacy».

## Сюжет
Недалёкое будущее, 2020 год. Очаровательная девушка-археолог едет на поиски загадочного египетского объекта, до которого ещё не добрались её коллеги. Но во время пути она врезается в гору и приходит в себя уже под звёздным небом Ахаггара. Её спас туарег. Он же рассказал о бандитах, которые охраняют колодец и не дают никому взять оттуда воду. Утром девушка идёт к колодцу и там её пытаются убить, но туарег её спасает. Юная героиня идёт в пещеру и находит там портал в другой мир. Выпустив мумию «Гида-монстра», она отправляется в Древний Египет.
В древнем Египте мумия возит героиню на флаере. Главный жрец говорит: «Фараон умирает, но не может умереть. Принеси перо и символ жизни, чтобы Фараон мог умереть и возродиться». Девушка восстанавливает историю в храме Исиды, приносит удачу мальчику-рыбаку и приносит перо правосудия и символ жизни. Фараон возрождается, а мумия перевозит нашу героиню в храм, где она выпускает изумрудного скарабея, и попадает на рубеж между мирами. Тут ей рассказывают историю о хрустальном черепе, с которого всё и началось. Тут же её настигают бандиты и угрожают убить её и туарега, если она не найдёт сокровища.
Взяв в руки необычный хрустальный череп, героиня попадает внутрь него, в волшебный мир коридоров и порталов, в котором есть только один житель: волшебный чёрный дельфин, способный говорить. Помимо портала обратно к древней пещере, героиня обнаруживает там ещё один - в некий холл коридоров, за каждой дверью которого находится ещё один такой же. Дельфин говорит ей, какие две двери надо пройти первыми, и она это делает, после чего возвращается на место раскопок. Теперь там есть древние колокольчики, из которых героиня достаёт необычный артефакт - Кристалл Миров. С их помощью она открывает порталы в более древние времена, которые должны подсказать ей дальнейший путь по коридорам...
Палеолит.
Первым героиня смотрит времена мамонтов, где очень похожая на неё девушка (вероятно, её предок) и её супруг пытаются убить мамонта, но ничего не получается и мамонт гонится за ними. Они укрываются в пещере, перед которой установлен крепкий засов из шипованных брёвен, непроходимый для мамонта. Героиня решает обследовать пещеру, но падает в яму и умирает. От неё остаётся лишь душа. Душа идёт в глубь и разводит огонь. Тени волков приводят её к порталу из палеолита в мир с водой и удивительной флорой. Избежав опасных животных не без маленькой помощи белого волка, героиня попадает внутрь органического космического корабля, где находит баллисту и уже знакомый игроку хрустальный череп. Обитающий в нём говорящий дельфин говорит ей вторую часть маршрута через волшебные коридоры, после чего героиня возвращается сперва на корабль, а затем в пещеру. С помощью баллисты она получает волшебные камни, которыми проводит ритуал и возвращается в своё тело. Затем она отдаёт баллисту мужу, и тот с её помощью метко попадает копьём прямо в лоб мамонта, наконец убивая его...
Древний Багдад
В этом мире героиня предстаёт в образе принцессы-сказочницы Шехеразады, которая рассказывает своему султану историю о безымянном Воре (им управляет игрок). Однажды этот Вор пробирается в замок богатого купца с целью его ограбить, спрятавшись для этого в кувшин от продуктов. Поначалу ему удаётся украсть лестницу и взобраться выше под носом у стражника, местная непоседливая кошка привлекает внимание. Герою помогает спрятаться очаровательная дочь купца; Вор влюбляется и в качестве благодарности вызывается добыть для неё чёрную розу, о которой она давно мечтает. Он отправляется в сад одного местного колдуна, где решает набор головоломок и наконец находит ковёр-самолёт, с помощью которого добирается до висящей выше облаков башни колдуна. Там он вскрывает шкаф с замками-головоломками и находит волшебную лампу, джинн из которой дарует ему по желанию чёрную розу. Затем вор находит всё тот же хрустальный череп (его получил колдун от джинна) и получает от дельфина указания, как с ним поступить, а также третью часть головоломки коридоров. После этого он доставляет розу в спальню своей любимой и выполняет указания дельфина (продаёт череп за большую сумму и покупает на неё верблюдов), благодаря чему сам становится успешным купцом и женится на своей возлюбленной...
Просмотрев все истории, героиня сообщает лидеру бандитов полный маршрут по коридорам, но он вместо человеческой речи слышит некий язык дельфинов, и героине приходится самой проходить коридоры. Она попадает в волшебное место, где некие пожилые супруги раскрывают ей тайну черепа и клада, которым оказываются знания.  Затем героиня ныряет в местное озеро и находит на его дне волшебный скипетр, взяв который перемещается обратно в пещеру... где сразу оказывается под прицелом лидера бандитов. Тот в гневе требует отдать ему сокровище, которое считает своим, и героине приходится бежать: с помощью скипетра она вновь перемещается в мир хрустального черепа, а оттуда - на поверхность лагеря бандитов. Там она спасает туарега и вместе, угнав один джип и нейтрализовав другой, они убегают прочь.
Друзья устраиваются на ночлег в пустыне, где героиня решает поделиться с туарегом тайной черепа...

## Оценки
| Сводный рейтинг | Сводный рейтинг |
| Агрегатор       | Оценка          |
| --------------- | --------------- |
| GameRankings    | 75,50 %         |